# Ꙛ
Cette page contient des caractères spéciaux ou non latins. S’ils s’affichent mal (▯, ?, etc.), consultez la page d’aide Unicode.
Ꙛ (minuscule : ꙛ), appelé grand yousse fermé, est une lettre archaïque de l’alphabet cyrillique utilisée dans l’écriture de certains manuscrits moyens bulgares (en).

## Utilisation
Le grand yousse fermé est utilisé dans certains manuscrits moyens bulgares (en), dan lesquels il remplace le petite yousse ‹ Ѧ, ѧ › et le grand yousse ‹ Ѫ, ѫ ›.

## Représentations informatiques
Le grand yousse fermé peut être représenté avec les caractères Unicode suivants :
| formes    | représentations | chaînes de caractères | points de code | descriptions                                   |
| --------- | --------------- | --------------------- | -------------- | ---------------------------------------------- |
| capitale  | Ꙛ               | Ꙛ                     | U+A65A         | lettre majuscule cyrillique grand yousse fermé |
| minuscule | ꙛ               | ꙛ                     | U+A65B         | lettre minuscule cyrillique grand yousse fermé |